# Bosnasco
Bosnasco ist eine italienische Gemeinde (comune) mit 638 Einwohnern (Stand 31. Dezember 2023) in der südwestlichen Lombardei, im Norden Italiens. Die Gemeinde liegt etwa 21,5 Kilometer südöstlich von Pavia in der Oltrepò Pavese, gehört zur Comunità montana Oltrepò Pavese und grenzt unmittelbar über den Fluss Bardonezza im Osten an die Provinz Piacenza (Emilia-Romagna).

## Verkehr
Entlang des nördlichen Randes der Gemeinde verläuft die frühere Strada Statale 10 Padana Inferiore (heute eine Provinzstraße) von Turin nach Monselice.